# Filip Falcko-Sulzbašský
Filip Florinus Falcko-Sulzbašský(německý: Philipp Florinus von Pfalz-Sulzbach, 20. leden 1630 v Sulzbach – 4. dubna 1703 v Norimberk ) byl falcko-sulzbašský hrabě a císařský polní maršál.

## Životopis
Filip Falcko-Sulzbašský byl nejmladším synem Augusta Falcko-Sulzbašského (1582–1632) a jeho manželky Hedviky Holštýnsko-Gottorpské (1603–1657), společně měli jeho rodiče 7 dětí. Vojenskou kariéru začal v lotrinské armádě, následně se přidal ke švédské armádě. Pod vedením švédského krále Karla X. Gustava bojoval v Prusku. V roce 1659 velel švédské armádě na dánském ostrově Fyn, bitva u Nyborgu skončila fatální porážkou Švédů proti Dánům a jejich spojencům. Před zajetím se mu podařilo utéct. Následně se jménem švédského krále vydal na pomoc Benátské republice proti Turkům, kde bojoval v Krétské válce. V roce 1662 odešel důsledku vnitřních mocenských rozporů do císařských služeb. V roce 1664 uspěl jako polní maršál a vrchní velitel císařské jízdy v bitvě u Mogersdorfu. Poté sloužil ve francouzských a švédských službách a nakonec v bavorské armádě.